# Robert Brown (botaniste)
Pour les articles homonymes, voir Brown et Robert Brown.
Robert Brown, né le 21 décembre 1773 à Montrose (Écosse) et mort le 10 juin 1858 à Londres, est un chirurgien, botaniste et explorateur écossais.
Il est paradoxalement connu aussi pour une découverte non « botanique » : le mouvement brownien.

## Biographie

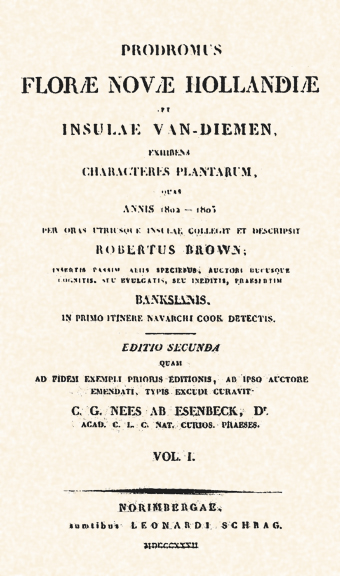
Page de titre de Prodromus Florae Novae Hollandiae de Robert Brown

En 1795, après des études de médecine, il rejoint l'armée comme chirurgien. Son régiment reste cependant en Irlande pendant plusieurs années, ce qui lui laisse le temps de s'intéresser à la botanique. Il apprend également l'allemand, langue dominante au niveau scientifique à l'époque.
Grâce à l'appui de Joseph Banks, président de la Royal Society, il participe, en 1801, au voyage d'exploration sur les côtes australiennes conduit par Matthew Flinders à bord de l’H.M.S. Investigator.
Il revient cinq ans plus tard, apportant avec lui plus de quatre mille espèces de plantes. Banks lui confie alors la conservation de ses propres collections et de sa bibliothèque personnelle. En 1810, il publie Prodromus Florae Novae Hollandiae, qui décrit les espèces rapportées d'Australie. La riche collection d'insectes qu'il réalise est étudiée par William Sharp Macleay (1792-1865), William Kirby (1759-1850) et William Elford Leach (1790-1836) qui lui dédient diverses espèces.
À la mort de Banks, en 1820, il hérite de sa bibliothèque et de son herbier. Lorsque Brown est nommé conservateur du département de botanique du British Museum, il les transfère dans les collections du musée. Ces travaux lui valent la Médaille Copley en 1839. Il est membre de la Société linnéenne de Londres et la préside de 1849 à 1853.

## L'œuvre du botaniste
Il est l'un des premiers à utiliser couramment un microscope dans son métier, et en faisant l'un des critères de classification des végétaux (par la forme du grain de pollen par exemple). Il découvre ainsi une structure intracellulaire et la baptise « nucleus » (noyau) dont le rôle ne sera appréhendé que bien plus tardivement.
De même, il distingue les gymnospermes des angiospermes par l'enrobement ou non de l'ovule.
Il a décrit le premier le genre Leucas.

## Le mouvement brownien
En 1827, il observe le pollen du Clarkia pulchella et constate, au microscope, la présence de très petites particules bougeant dans tous les sens. Il renouvelle cette observation chez d'autres plantes, croyant dans un premier temps en la manifestation d'un « fluide vital ». L'observation du même phénomène sur des particules anorganiques le fait changer d'avis. Il publie ses résultats en 1828 dans un opuscule au long titre « A brief account of microscopical observations on the particles contained in the pollen of plants ; and on the general existence of active molecules in organic and inorganic bodies » (« Exposé succinct des observations microscopiques sur les particules contenues dans le pollen des plantes ; et sur l'existence générale de molécules actives dans les corps organiques et inorganiques ») où il reconnaît qu'il avait été précédé par d'autres savants dans la constatation de ces mouvements erratiques. L'explication de ceux-ci ne sera donnée que bien plus tard par la théorie atomiste,.